# 森川欣信
森川 欣信（もりかわ よしのぶ、1952年8月 - ）は、日本の実業家・音楽プロデューサー。

## 人物
1970年代、ワーナー・パイオニア、キティレコードなどでディレクターとして活動。1980年代、RCサクセション、ヒルビリー・バップスらを手がける。1992年、独立して芸能事務所・オフィスオーガスタを設立。杏子、山崎まさよし、スガシカオ、元ちとせ、スキマスイッチ、秦基博など多くの才能を輩出。2002年に自社レーベル「AUGUSTA RECORDS」を設立。

## 著書
- GOTTA! 忌野清志郎（1988年6月、角川文庫） - 「連野城太郎」のペンネームで書いた忌野清志郎の人物伝。